# The Quest (Yes)
The Quest is het tweeëntwintigste studioalbum van Yes. Niet alle studioalbums kwamen in dezelfde samenstelling tot stand; het is het eerste studioalbum waarbij geen enkele oprichter van Yes aanwezig was. De geschiedenis van Yes is doorspekt met (tijdelijke) personeelswisselingen. Voorafgaand aan dit album grossierde de band voornamelijk met livealbums. Voor het voorgaande studioalbum moet worden teruggegaan tot Heaven & earth uit 2014. Ten opzichte van dat album was er weer een wisseling van de wacht; de vaste bassist van Yes Chris Squire overleed in 2015. Binnen een jaar na uitgifte van The Quest stond al vast dat het eventuele volgende studioalbum opnieuw een personeelswisseling zal laten zien; drummer Alan White overleed in 2022.

## Aanloop
Voordat de coronapandemie uitbrak en op termijn reizen en optredens onmogelijk maakte, rondde Yes de Royal Affair Tour af; het is juli 2019. Yes, toen bestaande uit Howe, White, Downes, Davison, Sherwood en Schellen, traden tijdens die toer op met andere musici uit de progressieve rock, te noemen Asia, John Lodge en een band rondom Carl Palmer. Thomas Waber van InsideOut Music vroeg of zij wellicht een studioalbum wilden opnemen. Yes had echter andere plannen in het verschiet; een toer vanaf maart 2020 waarbij het album Relayer als basis diende. Genoemde pandemie zorgde echter voor twee keer uitstel; het moest wachten tot 2022. Dit gaf de band de ruimte om aan een nieuw album te werken.  
Het eerste werk begon echter al daarvoor, in november 2019 begonnen de heren te schrijven. Uit die periode komen Dare to know, Damaged world en Future memories. Howe gaf daarbij aan dat hij het had gehad met muziekproducenten; hij had het idee dat ze nooit volledig konden bevatten wat de band wilde en nam als zodanig die taak op zich. Omdat reizen er niet meer in zat, net zomin als samen verblijven in een geluidsstudio nam iedere muzikant zijn ideeën op in een eigen studio, waarbij alles verzameld werd door Curtis Schwartz, die als geluidstechnicus alles bij elkaar bracht (mixen). Howe gaf aan dat er enorm veel inspiratie was om van dit album daadwerkelijk iets moois te maken; Heaven & Hell werd niet goed ontvangen. Davison ondersteunde Howe bij zijn idee. Thematiek van beiden was het leven, bestemming en strijd voor het milieu. Howe, Davison, Downes werkten meest vanuit het Verenigd Koninkrijk, Davison ook vanaf Barbados. Sherwood en Schellen werkten vanuit Van Nuys, Californië. Alles werd uiteindelijk verwerkt door Curtis Schwartz. Toegevoegd werden nog klanken van een 47-koppig orkest onder arrangement Paul Joyce, waarop Howe zijn zinnen had gezet; Downes vond het een aanvulling op zijn elektronische klanken. Opnamen van het Fames Studio-orkest onder leiding van Oleg Kondatenko vonden plaats in Skopje, Noord-Macedonië. In maart 2021 was eigenlijk alles klaar.
Het platenlabel zag het liefst een album van rond de 50 minuten, waarop de band een keus ging maken uit het opgenomen materiaal. Even later opperde het platenlabel om nog wat aanvullend materiaal uit te brengen; er kwam een korte bonusdisc bij. Howe vulde later aan dat dit het “beste van de rest” was maar niet minder. Net als bij eerdere albums van Yes bestaan sommige nummers uit meerdere delen. 
Het album werd op 7 juli 2021 wereldwijd uitgebracht in vijf versies, alle verpakt in een hoesontwerp van Roger Dean.

### Downes over The Quest
Downes meldde in IO Pages dat de manier van opnemen hem wel beviel. Hij had dat eerder gedaan met zijn andere band Downes Braide Association. Ze stonden wel even stil bij het overlijden van origineel lid Chris Squire, maar Downes vertelde dat Squire wilde dat Yes zou blijven voortgestaan, Daarin werd hij ondersteund door Howe, die het voortouw nam. Dat alles nog niet in beton gegoten was leidde tot de titel; een queeste hoe het verder moest. Yes schreef de teksten en muziek in koppels. Hoofddrummer Alan White nam na een lange ziekte zijn plaats weer achter het drumstel in, slechts hier en daar ondersteund door Jay Schellen. Een tournee stond al vast, maar werd opgehouden door die coronapandemie. Downes was er wel al voor aan het studeren. Er zouden tijdens die tournee ook nummers gespeeld worden van Relayer en Downes schatte in dat hij niet zo’n virtuoos was als Patrick Moraz in 1974.

## Musici
- Jon Davison – zang op alle nummers; Fender F-310-12 gitaar op Future memories
- Steve Howe – gitaren en zang
- Geoff Downes – toetsinstrumenten, waaronder hammondorgel, mellotron en Fender Rhodes
- Billy Sherwoord – basgitaren, toetsinstrumenten en akoestische gitaar
- Alan White – drumstel (alle tracks behalve Future memories)
- Jay Schellen – aanvullende drums (tracks niet gespecificeerd)
- orkest – track 2, 3 en 4

## Muziek
| Nr. | Titel                                     | Duur |
| --- | ----------------------------------------- | ---- |
| 1.  | The ice bridge (Davison, Monkman, Downes) | 6:59 |
| 2.  | Dare to know (Howe)                       | 5:56 |
| 3.  | Minus the Man (Davison, Sherwood)         | 5:34 |
| 4.  | Leave well alone (Howe)                   | 8:05 |
| 5.  | The western edge (Davison, Sherwood)      | 4:24 |
| 6.  | Future memories (Davison)                 | 5:08 |
| 7.  | Music to my ears (Howe)                   | 4:39 |
| 8.  | A living island (Davison, Downes)         | 6:47 |

| Nr. | Titel                                | Duur |
| --- | ------------------------------------ | ---- |
| 1.  | Sister sleeping soul (Davison, Howe) | 4:48 |
| 2.  | Mystery tour (Howe)                  | 3:33 |
| 3.  | Damaged world (Howe)                 | 5:18 |

- The ice bridge (I: Eyes east; 2: Race against time; 3: Interaction) waarin geluiden van brekend ijs te horen zijn is mede gebaseerd op een stukje bibliotheekmuziek uit 1977 waarvan Downes dacht dat hij het zelf had geschreven. Verder onderzoek wees echter uit dat het is geschreven door Francis Monkman. De opening van het nummer heeft volgens sommigen wat weg van de opening van Fanfare for the Common Man van Aaron Copland in de bewerking van Emerson, Lake & Palmer. Het nummer gaat er over dat de opwarming van de Aarde de ijspartijen van de polen heeft bereikt.
- Leave well alone (1: Across the border, 2: Not for nothing; 3: Wheels) met een gedeelde zangpartij van Davison en Sherwood laat een koto horen.
- A living island (1: Brave the storm; 2: Wake up; 3: We will remember) voert terug op Davisons verblijf op Barbados; de tekst geeft in eerste instantie zijn eigen gevoel weer; later in het lied wordt het een weergave van een algemeen gevoel.
- Mystery tour is een eerbetoon aan Magical Mystery Tour van The Beatles; de namen van de leden John Lennon, Paul McCartney, George Harrison en Ringo Starr worden in de tekst vermeld, net als Brian Epstein (manager) en Neil Aspinail en Mal Evans (percussionisten). Het is dan ook niet vreemd dat Downes hier mellotronklanken gebruikt (die waren ook op album te horen).

## Nasleep
Na de uitgifte barstten de reacties los, waarbij de algemene teneur is dat het album beter klinkt dan haar voorganger (Heaven & earth), maar dat het voornamelijk een terugblik is op reeds bestaand werk. Wel vond men de klank helder en sommige soli uitstekend. In oktober 2022 waren op Prograchives 207 stemmen verzameld die op een gemiddelde uitkwamen van 3.02 van 5, wat net voldoende was.   De recensent van Progwereld kwam tot eenzelfde constatering. De recensent van Dutch Progressive Rock Pages was beter te spreken over dit album, maar sluit wel af met de opmerking dat het album niet het niveau haalt van werk uit de begin jaren zeventig, maar wel het beste is van een band die (onder die naam) al 53 jaar albums uitbrengt.  Paul Rijkens van IO Pages (nr 173, september 2021) vond het goed album, maar vond net als anderen dat de laatste drie tracks van het eerste schijfje en het tweede schijfje niets aan het album toevoegden.
Het album vond haar weg naar de Europese albumlijsten, meest genoteerd voor slechts één week. De Duits sprekende landen vormden een uitzondering, daar stond het langer in de lijsten, maar toch ook maximaal vier weken. In Nederland en België stond het één week genoteerd op respectievelijk plaats 54 en 72. Engeland gaf eenzelfde beeld: één week notering en wel op plaats 20. 